# Dong Xian
Dong Xian, född 22 f.Kr., död 1 f.Kr., var en kinesisk politiker. Han var gunstling och älskare till kejsar Han Aidi. Han gjorde en kometkarriär i den kejserliga administrationen på grund av sitt kärleksförhållande med kejsaren, och utnämndes till befälhavare över de kejserliga styrkorna. Efter kejsarens död tvingades han begå självmord. 